# Muça ibne Maomé ibne Nácer ibne Mafuz
Muça ibne Maomé ibne Nácer ibne Mafuz (em árabe: موسى إبن محمد إبن نصير إبن محفوظ; romaniz.: Musa ibn Mohammad ibn Nassir ibn Mahfuz), também conhecido como Aben Mafom foi emir do Algarve (Amir al-Gharb) e senhor de Niebla entre 1233 e 1261 (631 a 660 no calendário islâmico). Foi o último representante do poder muçulmano no ocidente do Andaluz.